# Koperslager

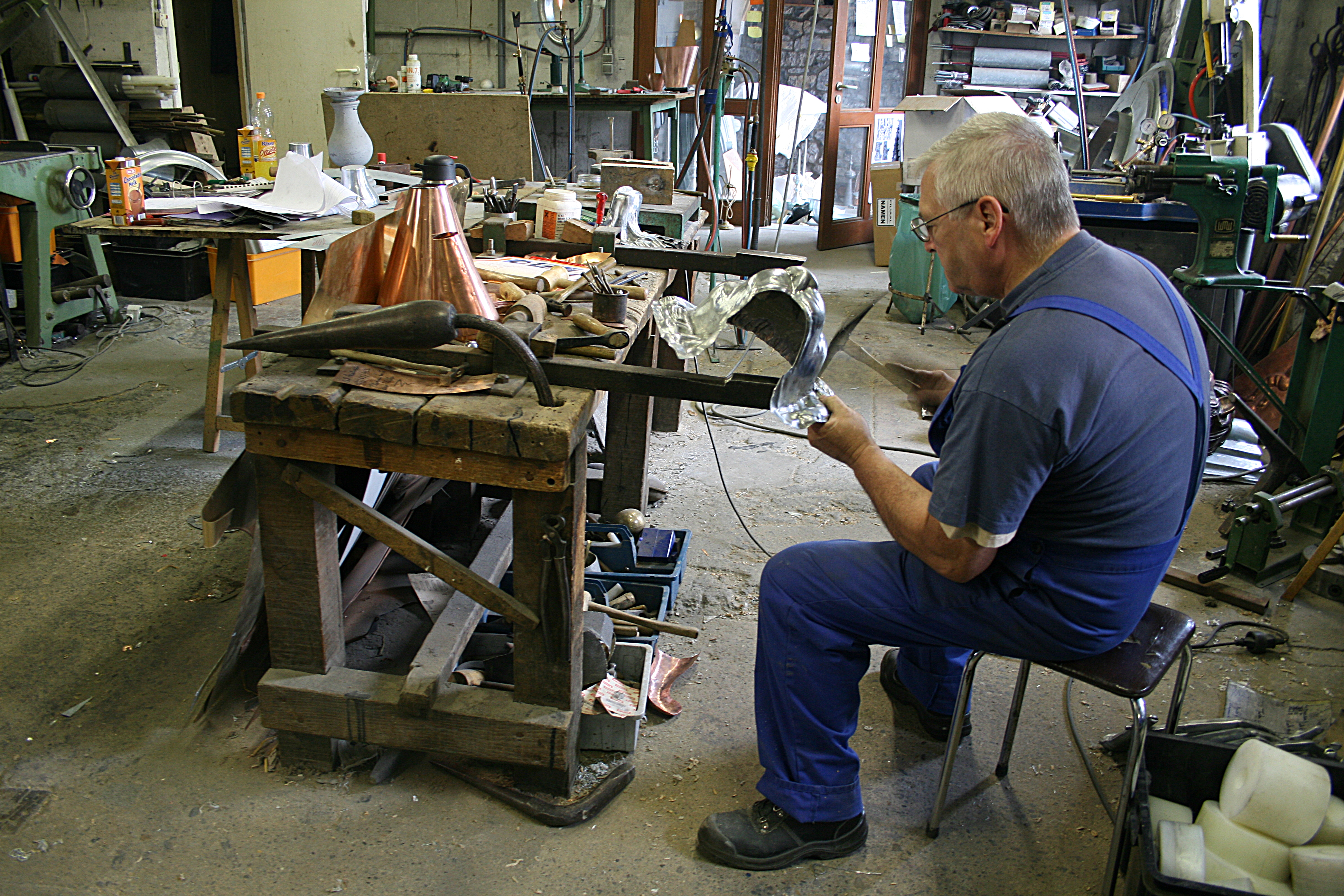
Koperslager aan het werk in zijn atelier in Dinant (België).

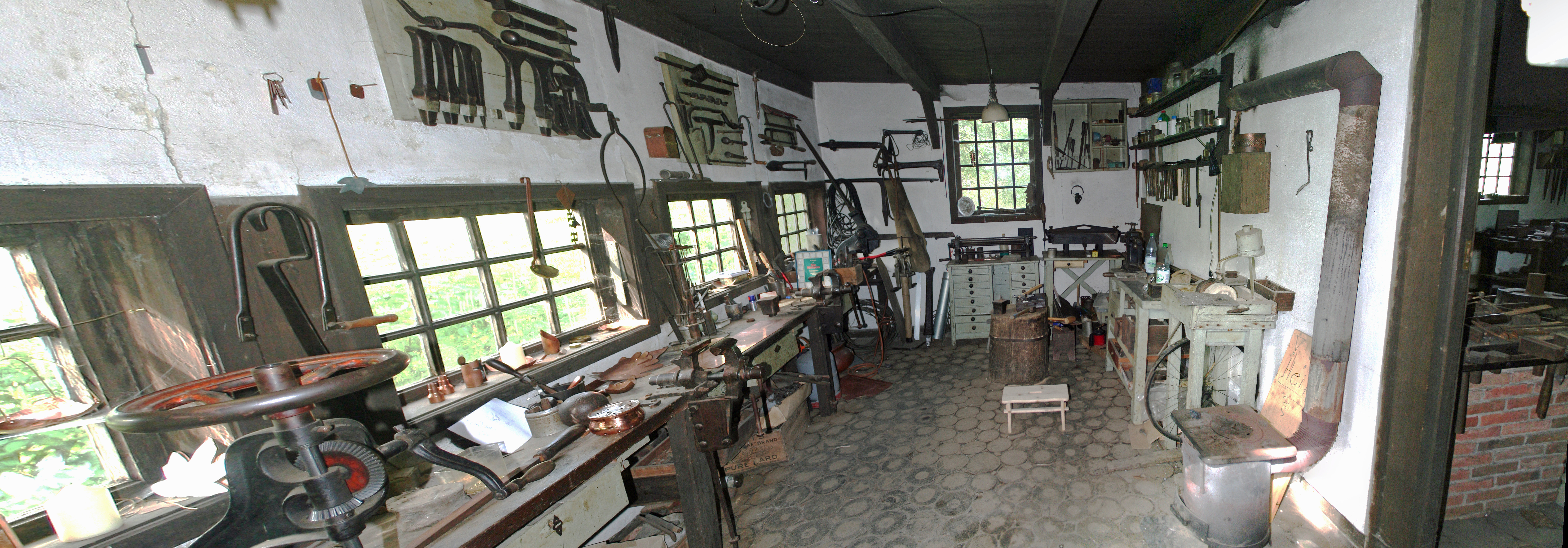
Werkplaats van een koperslager. De oude handgereedschappen bepalen de inrichting. De oudste gereedschappen zijn afkomstig uit de periode rond 1850.

Een koperslager is een ambachtsman die platen koper, messing, zink of andere zachte metalen bewerkt. Dit bewerken omvat verschillende bewerkingen, zoals knippen, buigen, solderen en felsen. Een koperslager kan ketels maken en metalen dakbedekkingen produceren en monteren, maar ook sierlijk bewerkt koperen keukengerei wordt door koperslagers geproduceerd.
Siervoorwerpen ontstaan wanneer de koperslager een plaat koper in een houten mal (of vorm) slaat (drijft) en daarmee omvormt tot een sier- of gebruiksvoorwerp. Op deze manier konden grote gebruiksvoorwerpen zoals borden betrekkelijk snel in serie worden geproduceerd, zonder gebruik te maken van speciale ovens. Tijdens de industriële revolutie is dit ambacht in onbruik geraakt door de opkomst van persen, die het werk waar een ervaren koperslager enkele uren over deed, in enkele seconden konden uitvoeren.